# 欧布利德斯
歐布利德斯（英語：Eubulides）（？-？，公元前 4 世紀），是出身米利都的古希臘哲學家，常歸於墨伽拉學派，師從墨伽拉的歐幾里得。他憑藉他提出的「七大悖論」而令他在邏輯學占有一席之地。

## 生平
歐布利德斯來自土耳其的米利都，師從墨伽拉的歐幾里得，並與其共同創立了墨伽拉學派。他曾極力反對儕輩亞里斯多德的言論。有門徒卡里亞雅蘇斯的狄奧多羅斯等人。

## 七大悖論
歐布利德斯以「七大悖論」著稱，列舉如下：
1. 說謊者悖論：「這句話是謊言。」
2. 蒙面人悖論：「你認識這個蒙面人麼？」「不，我不認識。」「然而這個蒙面人是你的父親——因此你不認識你的父親。」
3. 厄勒克特拉悖論：厄勒克特拉沒有認出來訪者是她的弟弟俄瑞斯忒斯。然而，厄勒克特拉認識她的弟弟。因此，厄勒克特拉認識來訪的人是誰。
4. 被忽視者悖論：與蒙面人悖論近乎相同，然而「蒙面」變成了「被忽視」。
5. 沙堆悖論：一粒沙子不是沙堆。如果有幾粒沙子不是沙堆，那麼再添上一粒沙子也不是沙堆。然而，如果一粒一粒不斷添加沙子，沙子遲早會變成沙堆，但依據前面所說，一粒沙為少，所以再多的沙也不會形成沙堆。
6. 禿頂悖論：假設一個人不是禿頂。如果拔掉一根他的頭髮，顯然他不會因此禿頂。然而，如果一根一根不斷拔掉他的頭髮，遲早他將會禿頂，但依照前面所說，拔掉一根髮是少的，所以禿頂者髮量依舊為多。
7. 頭上長角悖論：一個人若沒有丟失一件物體，他便擁有這件物體。然而人沒有丟失頭上的角。因此人的頭上有角。

雖然，當時歐布利德斯的七個想法被稱為「悖論」，但時至今日，有些「悖論」被推翻，成為思想中的謬誤，如：「蒙面人悖論」成為「蒙面人謬誤」。
上述歐布利德斯的「禿頂悖論」及「沙堆悖論」，被後人綜合成連鎖悖論。

## 引用
1. ↑  Diogenes Laërtius, 2.108.